# Сиави (язык)
Сиави (также: муса, мусан) — один из папуасских языков, относится к амто-мусанской языковой семье. Распространён вблизи индонезийской границы, в 1 деревне округа Аманад провинции Сандаун в Папуа — Новой Гвинее. Число носителей на 2007 год — около 220 человек.
Стабильное положение. Порядок слов SOV; не является тональным.